# Hallers Teufelskralle
Die Hallers Teufelskralle (Phyteuma ovatum), auch Eirunde Teufelskralle oder Eikopf-Teufelskralle genannt, ist eine Pflanzenart aus der Gattung der Teufelskrallen (Phyteuma) innerhalb der Familie der Glockenblumengewächse (Campanulaceae).

## Beschreibung

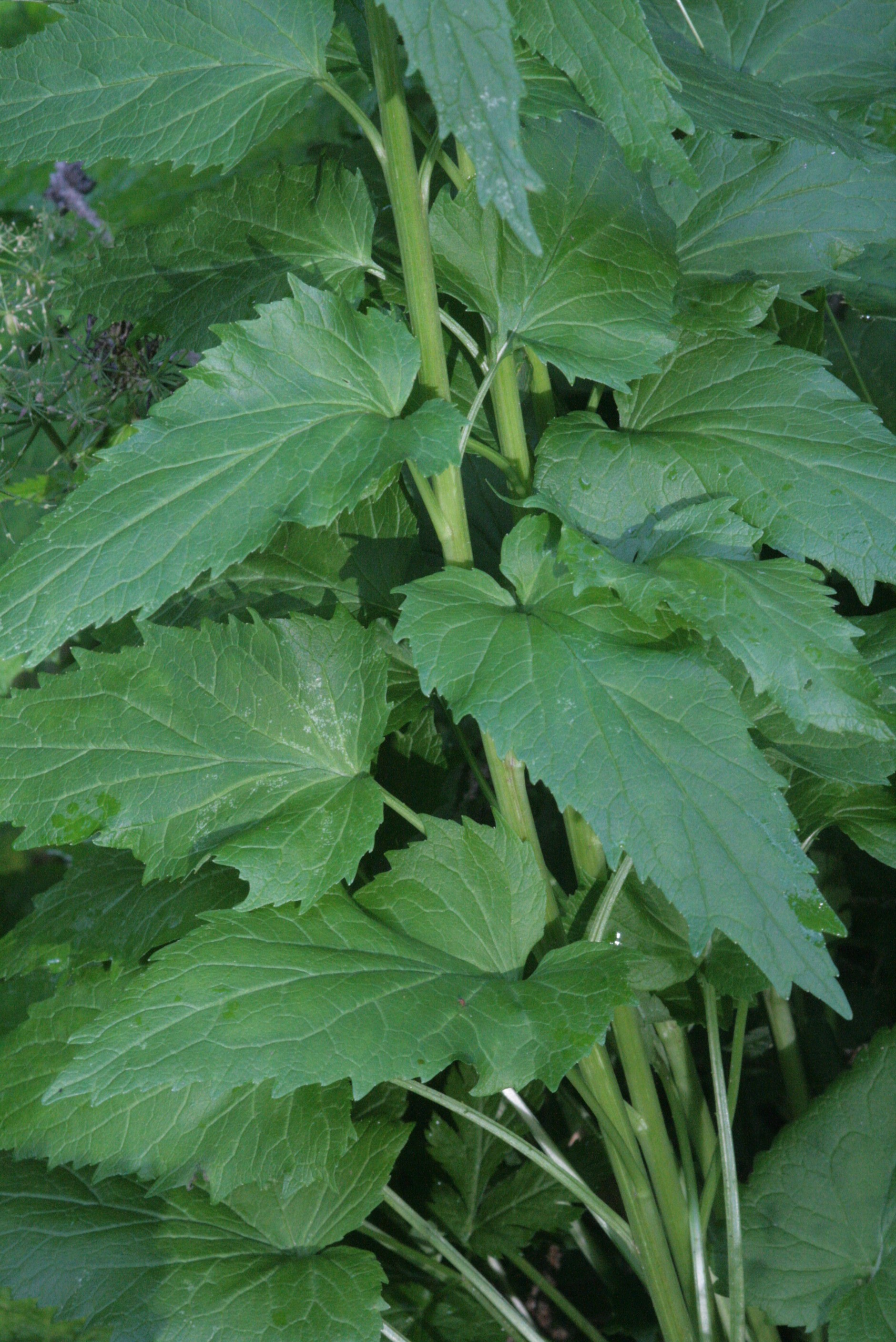
Stängel und wechselständige Laubblätter

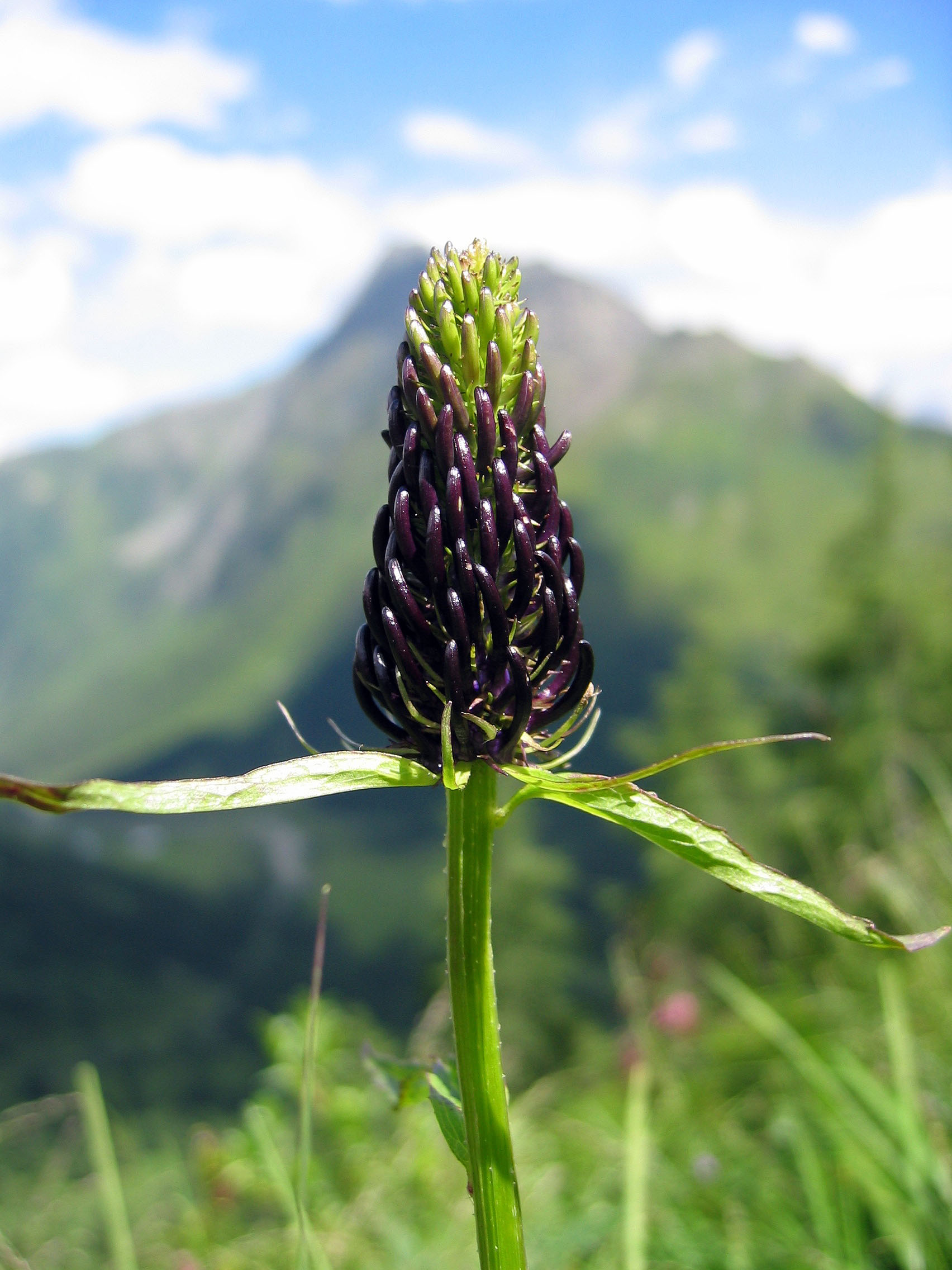
Blütenstand

### Vegetative Merkmale
Hallers Teufelskralle ist eine ausdauernde krautige Pflanze, die Wuchshöhen von 30 bis 100 Zentimetern erreicht.
Die Grundblätter sind lang gestielt und herzförmig. Die Blattspreite sind etwa so lang wie breit und grob doppelt gezähnt. Die wechselständigen Stängelblätter sind etwas kleiner, wobei die obersten lanzettlich sind mit mehr oder weniger voll entwickelter Blattspreite. Die mittleren Stängelblätter sind an der Basis herzförmig oder abgerundet.

### Generative Merkmale
Die Blütezeit erstreckt sich von Juni bis August. Die Hüllblätter sind schmal lanzettlich und kürzer als der dichten, eiförmige bis zylindrische ährige Blütenstand. Die zwittrigen Blüten sind fünfzählig mit doppelter Blütenhülle. Vor dem Aufblühen ist die 10 bis 15 Millimeter lange, schwarz-violette Kronröhre nach oben gekrümmt. In der subalpinen Höhenstufe treten auch Pflanzenexemplare mit gelblich bis weißer Krone auf, nur die zwei Narben je Einzelblüte sind bräunlich.
Die Chromosomenzahl beträgt 2n = 22.

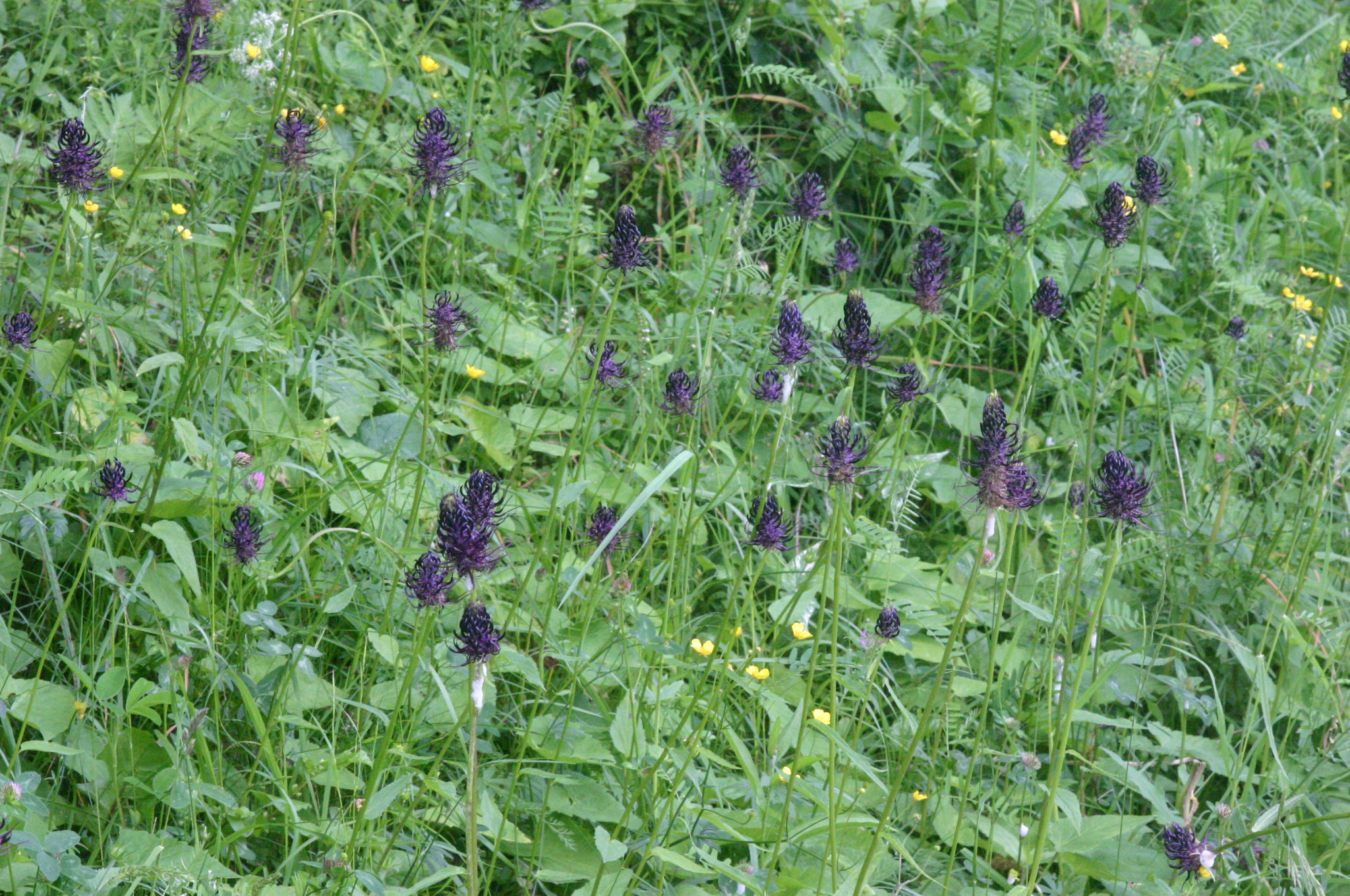
Habitus im Habitat

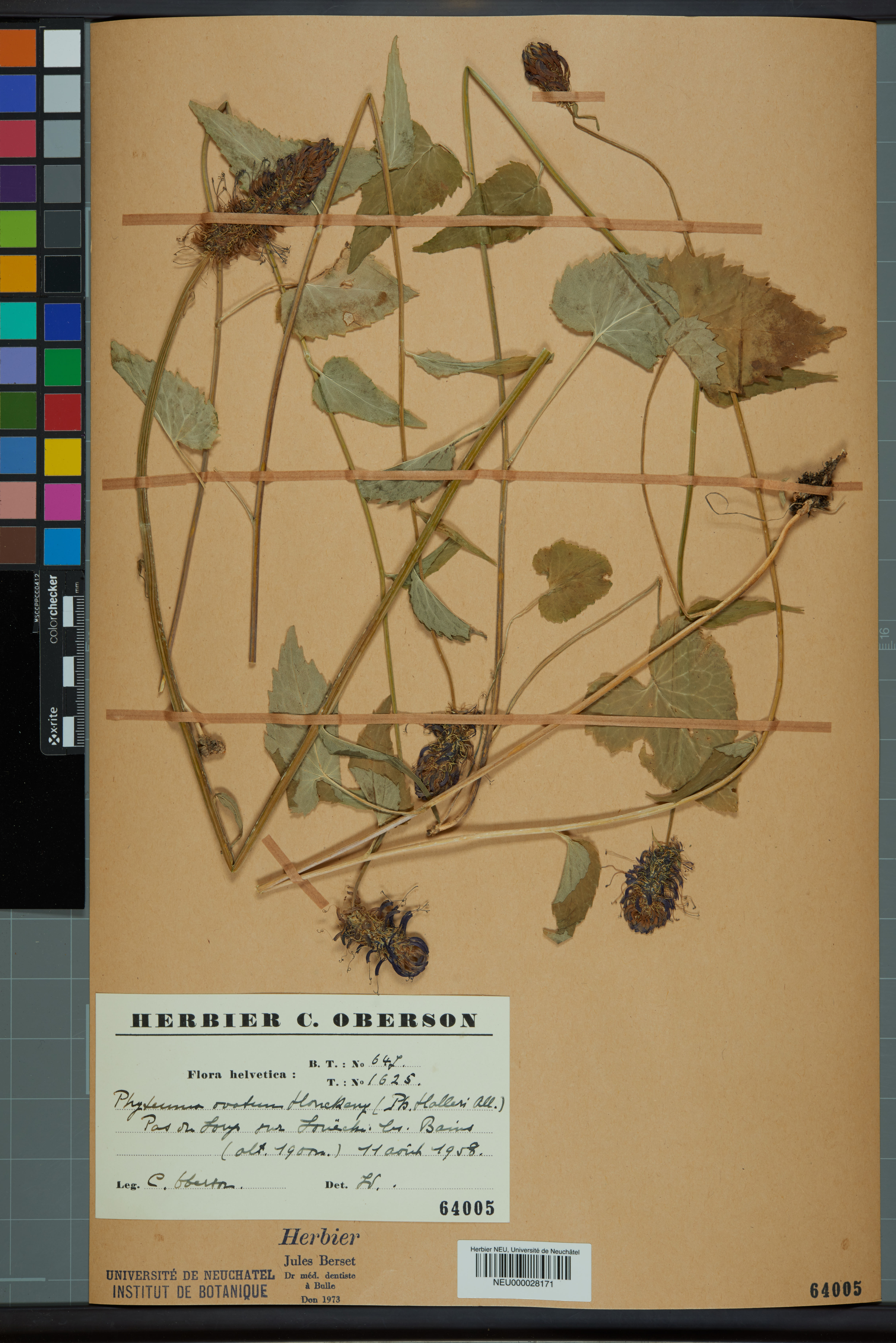
Herbarbeleg

## Vorkommen
Hallers Teufelskralle kommt von den Pyrenäen bis zu den Alpen vor. Die Art hat ursprüngliche Vorkommen in den Ländern Frankreich, Deutschland, Italien, Schweiz, Österreich, Slowenien, Kroatien, Bosnien-Herzegowina und Serbien. In Österreich kommt sie zerstreut in den Bundesländern Steiermark, Kärnten, Tirol und Vorarlberg vor. In Deutschland kommt sie von den Allgäuer Alpen bis zum Karwendel vor.
Hallers Teufelskralle besiedelt bevorzugt frische, nährstoffreiche Wiesen und Hochstaudenfluren, Grünerlengebüsche und Buchenwälder. Sie ist in den Gebirgen Süd- und Mitteleuropas verbreitet. Hallers Teufelskralle ist bis in eine Höhenlage von 2400 Metern anzutreffen. Sie ist eine Charakterart des Trisetetum, kommt aber auch in Gesellschaften des Adenostylion vor. In den Allgäuer Alpen steigt sie am Kemptner Kopf in Bayern bis in eine Höhenlage von 2191 Meter auf.
Die ökologischen Zeigerwerte nach Landolt & al. 2010 sind in der Schweiz: Feuchtezahl F = 4 (sehr feucht), Lichtzahl L = 3 (halbschattig), Reaktionszahl R = 3 (schwach sauer bis neutral), Temperaturzahl T = 2 (subalpin), Nährstoffzahl N = 4 (nährstoffreich), Kontinentalitätszahl K = 2 (subozeanisch).

## Systematik
Die Erstveröffentlichung von Phyteuma ovatum erfolgte 1782 durch Gerhard August Honckeny in Vollständiges Systematisches Verzeichniss aller Gewächse Teutschlandes, Band 1 Seite 653.
Von Phyteuma ovatum gibt es zwei Unterarten:
- Phyteuma ovatum Honck. subsp. ovatum (Syn.: Phyteuma halleri All., Phyteuma ovale Hoppe, Phyteuma spicatum var. rapunculus Pers., Phyteuma urticifolium Clairv. nom. superfl., Phyteuma spicatum var. alpestre Godr., Phyteuma halleri var. caerulescens Bonnet, Phyteuma halleri var. pseudonigrum Murr, Phyteuma halleri var. coeruleum Rich.Schulz, Phyteuma halleri var. cordifolium Rich.Schulz, Phyteuma halleri var. glabriflora Rouy, Phyteuma alpestre (Godr.) Prain, Phyteuma spicatum subsp. alpestre (Godr.) Kerguélen): Sie kommt von den Pyrenäen bis zu den Alpen vor.[3]
- Phyteuma ovatum subsp. pseudospicatum Pignatti: Sie kommt im nördlichen Italien vor.[3]

Die Abgrenzung gegen Phyteuma spicatum ist nicht ganz klar. Vielleicht sind diese Vertreter hybridogen.